# Можжевельник лежачий
Можжевельник лежачий (лат. Juniperus procumbens) — вид растений рода Можжевельник семейства Кипарисовые.

## Распространение
Встречается в Японии. В естественных условиях растёт в горах.

## Описание
Стелющийся кустарник, двудомный. Вырастают высотой 50—75 см, диаметром кроны до 2 м. Шишкоягоды почти круглые, 8—9 мм толщиной. Хвоя в основном голубоватая, расположена по 3 в мутовках. Древесина дерева устойчива против гниения. 

## В культуре
В Европу введён в культуру в 1843 г. (в Данию), в Санкт-Петербург – К.И. Максимовичем в 1864 г. В Ботаническом саду Петра Великого с 2009 года, вегетирует. В посадках весьма декоративен.